# フェリセット
フェリセット （フランス語: Félicette、フランス語発音: [fe.liː.sɛt]）は、史上初めて宇宙空間に打ち上げられたネコである。
フェリセットは1963年10月18日にフランスの観測ロケットによって打ち上げられ、弾道飛行を行った。彼女は宇宙飛行に成功した唯一のネコであると考えられているものの、長年にわたってその名前は十分に認知されているとは言えなかった。2017年から彼女の功績を讃え銅像を建てるためのクラウドファンディング活動が行われ、2019年にストラスブールの国際宇宙大学に銅像が設置された。

## フェリセット以前に宇宙に行った動物
フェリセット以前に、数種の動物が宇宙空間に打ち上げられている。1957年にはイヌのライカがソビエト連邦の人工衛星スプートニク2号に乗せられ、史上初めて地球軌道を周回した動物となった。1961年1月にはアメリカ合衆国がマーキュリー計画の一環としてチンパンジーのハムを乗せ、霊長類として初めての宇宙飛行を行った。
また、フランスはフェリセットを打ち上げる前の1961年、ラットの Hector を宇宙に送り、1962年10月にも別のラット2匹を打ち上げている。

## 任務

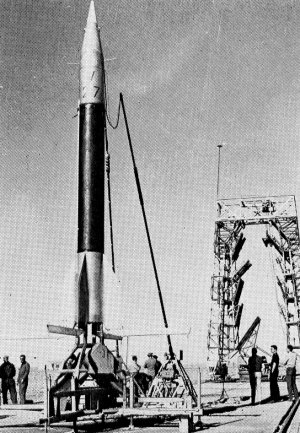
フェリセットを宇宙へと運んだものと似た型の観測ロケット（ヴェロニク）

フェリセットはパリの街中に住んでいた黒白の野良猫で、ペット業者によって捕獲されフランス政府が購入した。1963年、フランス政府はフェリセットを含めて14匹の猫に耐G訓練、加圧訓練などの訓練を行った。猫たちの訓練は
航空医学研究教育センター（Centre d'Enseignement et de Recherches de Médecine Aéronautique、CERMA）で行われ、訓練の間猫たちの頭には神経の働きを調べるために電極が取り付けられた。当時の科学者たちは無重力状態が動物や人間に与える影響について関心を持っており、そのため猫たちには人間の宇宙飛行士と同様に徹底的な訓練が課されたという。フェリセットは訓練を受けた猫の中でも穏やかな気質を持っていたため、実際の任務を行う猫に選ばれたとされる。
1963年10月18日午前8時9分、フェリセットは観測ロケット、ヴェロニク AGI 47 に乗せられ、アルジェリアのアマギールにあるロケット発射場から宇宙空間に打ち上げられた。
フェリセットの任務は弾道飛行であり、13分間の飛行で高度157kmに達し、飛行時間のうち5分間は無重力状態を経験した。フェリセットは無事に地球に帰還したが、その3ヶ月後、脳の解剖調査を行うために安楽死させられた。
フェリセットの任務が終了した直後の10月24日には別のネコが宇宙空間に打ち上げられたが、打ち上げ時にロケットが爆発したことにより死んだ。

## 功績・後世の評価
Space.comの記事によれば、フェリセットの宇宙飛行は、米ソに次ぐ世界3番目の宇宙開発機関としてフランス国立宇宙研究センター（CNES）を設立したばかりだったフランスが宇宙開発競争に身を投じる上で重要な転機となったとされる。
1997年、フェリセットや他の宇宙に行った動物を記念した郵便切手がチャドで発行され、また1999年にはニジェールでも同様の切手が発行された。一方で、フェリセットを記念した切手の中には、彼女を「フェリックス」（Félix）という名のオス猫であると誤認しているものがあったという。
前述したライカやハムなど、宇宙に行った動物の中には英雄として扱われた者もいる。その一方、50年以上の間、フェリセットを記念するものはほとんど残されておらず、その功績は十分に評価されていなかった。こうした状況を是正し彼女に正当な社会的評価を与えるため、2017年に広告代理店Anomalyのクリエイティブ・ディレクター、マシュー・サージ・ガイ（Matthew Serge Guy）が、彼女の科学への貢献を記念した銅像を建てるためのクラウドファンディング活動をKickstarterで開始した。当初の予定では、クラウドファンディングが成功した場合、銅像は彼女の故郷であるパリに建てられる予定であった。
2018年4月時点で、1,141人の支援者が総額43,323ポンドをこの計画に出資しており、目標金額として設定された40,000ポンドをすでに上回っていた。2018年10月には銅像の設置場所について検討を行っていた。
2019年4月、ガイは、銅像をストラスブールにある国際宇宙大学に設置することを発表した。像は2019年12月18日、国際宇宙大学の宇宙科学修士プログラム設立25周年記念行事の中で公開された。像は高さ5フィート（1.5m）で、「地球の上に座り、かつて旅した大空を見上げている」フェリセットを描写している。ガイはKickstarterで「私が一本の動画を投稿した結果がこのようになったことを考えると信じられない。インターネットは時として良い場所なんだ」と述べた。